# Slovenski jezik
Slovenski jezik (ISO 639-3: slv) je materinski jezik oko 2 milijuna ljudi: 1 730 000 u Sloveniji (popis 1991.), gdje je službeni jezik te u Austriji (oko 18 000 u Koruškoj i Štajerskoj; popis), Italiji (oko 100 000 u Trstu, Gorici, Beneškoj Sloveniji, Reziji i Kanalskoj dolini), Mađarskoj (3190; popis iz 2001.) i Hrvatskoj (11 800 – 13 100). Broj slovenskih iseljenika u Americi, Zapadnoj Europi i Australiji procjenjuje se na oko 400 000.
Najstariji pisani spomenici koji pokazuju tipične slovenske jezične crte jesu "Brižinski spomenici". Oni su pisani latinicom a nastali su između 927. i 1039. godine (prema rezultatima paleografske analize), no tekstovi koje sadrže oblikovani su već ranije (vjerojatno u 8. stoljeću).
U srednjem vijeku još nije došlo do nastanka književnih djela na slovenskom jeziku, osim crkvenih molitvenika i kronoloških zapisa, tako da tek od polovice 16. stoljeća i vremena reformacije možemo govoriti o izgradnji slovenskoga književnog jezika. Taj je jezik izgrađen većim dijelom na donjokranjskim i panonskim a tek manjim dijelom na gornjokranjskim govorima. Njegov je začetnik Primož Trubar koji je 1550. tiskao "Katekizam" i "Abecedarij", 1557. – 1560. preveo "Novi zavjet" te 1564. izdao slovenski crkveni red "Cerkovna ordninga". Prvu je slovensku gramatiku "Arcticae horulae" 1584. napisao Adam Bohorič, a prvi rječnik (njemačko-latinsko-slovensko-talijanski) 1592. Jeronim Megiser.
Protureformacija je zaustavila ta nastojanja, tako da se tek potkraj 18. stoljeća ponovno pojavljuju pokušaji utemeljenja slovenskoga književnog jezika. Između 1784. i 1802. prevedena je na slovenski katolička Biblija, a 1768. pojavljuje se i "Kranjska gramatika" (Crainerischen Grammatik) Marka Pohlina. Veliku je važnost za utemeljenje književnog jezika imala i "Grammatik der Slavischen Sprache in Krain, Kaernten und Steyermark" Jerneja Kopitara iz 1808. godine. Jezična je norma definitivno uspostavljena tek u četrdesetim godinama 19. stoljeća nakon dugotrajnih rasprava. Važnu je ulogu u izgradnji slovenskoga književnog jezika imao i Valentin Vodnik. 
Izražajne su se mogućnosti novoga književnog jezika u punom sjaju pokazale u književnosti. France Prešeren začetnik je slovenske poezije, a proznu su književnost utemeljili Fran Levstik i Ivan Cankar. Do kraja je konstituiranje slovenskog jezika u 19. stoljeću dovedeno pojavom dvosveščanoga slovensko-njemačkog rječnika Maksa Pleteršnika (1894./1895.) i pravopisom Frana Levca (1899.). Danas je slovenski standardni jezik stabilan, dobro opisan i istražen. Među obiljem publikacija o njemu valja istaknuti petosveščani "Slovar slovenskega knjižnega jezika" (1970. – 1991.) Slovenske akademije znanosti i umetnosti, "Etimološki slovar slovenskega jezika" France Bezlaja (1976. – 1995.) te posljednji "Slovenski pravopis" iz 2001.

## Dijalekti
██ gorenjska 
██ dolenjska (3-kostelsko, 4-kočevsko, 5-sj. belokrajinsko, 6-južno belokr.
██ štajerska
██ panonska
██ koruška
██ 
██ rovtarska
Slovenski jezik obuhvaća velik broj narječja koja se obično grupiraju u 7 narječnih skupina. Rubna narječja pokazuju utjecaje susjednih dijalekata, tako npr. šavrinsko narječje pokazuje utjecaj susjednih čakavskih govora sjeverne Istre. U Sloveniji se govori i čiško (ćićko) narječje koje je zapravo čakavsko, kao i belokrajinsko, koje je zapravo štokavsko. S druge strane gorskokotarsko kajkavsko narječje se po genetskim i strukturnim kriterijima grupira zajedno sa susjednim slovenskim dijalektima. Ne postoje karakteristične osobine koje posjeduju svi slovenski govori i samo oni, pa je uobičajena klasifikacija dijalekata na slovenske i hrvatske uglavnom na temelju nacionalne pripadnosti govornika.
Skupine narječja su:
- dolenjska
- gorenjska
- štajerska
- panonska
- koruška
- primorska
- rovtarska

Dolenjska i gorenjska skupina se zajedno nazivaju "središnja skupina".

## Vanjske poveznice
- Ethnologue (14th)
- Ethnologue (15th)
- sl.wikipedia.org – Wikipedija na slovenskom jeziku
- Inštitut za slovenski jezik Frana Ramovša  Arhivirana inačica izvorne stranice od 24. veljače 2004. (Wayback Machine)